# Blyth Arena
Die Blyth Arena war eine Eishalle im US-amerikanischen Squaw Valley im Bundesstaat Kalifornien. Sie wurde 1959 anlässlich der Olympischen Winterspiele 1960 errichtet und war neben der Eröffnungs- und Abschlussfeier Austragungsort der Wettkämpfe im Eiskunstlauf und der Eishockeyspiele. Die Halle verfügte über eine Kapazität von 8500 Sitzplätzen. 
Die Blyth Arena wurde nach Charles R. Blyth, einem Investmentbanker und Vorsitzender der kalifornischen Olympischen Kommission, benannt. Die Blyth Arena war an ihrer Südseite geöffnet und ermöglichte einen Blick auf die Berge. Nach den Spielen setzten sich die Betreiber des Squaw Valley Ski Resort für den Abriss der Arena ein um zusätzliche Parkplätze bauen zu können. 1983 wurde die Halle schließlich abgerissen und ein Parkplatz an gleicher Stelle errichtet.